# Pabellón de Venezuela en la Expo 2010
El Pabellón de Venezuela en la Expo 2010 fue la edificación que representó al país sudamericano en la Exposición Universal desarrollada en Shanghái, China, entre el 1 de mayo y el 31 de octubre de 2010. Estuvo localizado en la Zona C del recinto, junto a sus pares de América, África y Europa. 
Dado que el tema de la Exposición giró en torno a la vida urbana, resumido en el lema «Mejor ciudad, mejor vida», el pabellón venezolano tuvo como eslogan una versión invertida del mismo: «Mejor vida, mejor ciudad».

## Características
El pabellón fue diseñado por los arquitectos Facundo Baudoin y Esteban Karpati, pertenecientes a la firma Baudoin Arquitectos, con la colaboración de Benjamín Reyes. El edificio, en un marcado estilo brutalista, fue presentado con rasgos que seguían el modelo de una banda de Möbius, cuya forma es similar a la de un 8. Su estructura tridimensional sigue la diagramación de una botella de Klein, y fue proyectado con seis niveles de área expositiva y un auditorio de 286 asientos.
El pabellón comenzó su construcción en septiembre de 2009 y fue finalizado en febrero de 2010.

## Exhibición
El pabellón ofrecía en primera instancia una muestra de los distintos tipos de vivienda venezolana desde la era precolombina hasta la contemporaneidad. Se expusieron modelos de shabonos yanomamis, pasando por el formato de la ciudad y plaza colonial, hasta los barrios de las zonas marginales. Igualmente, se expone el contraste entre las grandes urbes y las zonas rurales del país.
En la plaza interior de la construcción, llamada Plaza Bolívar, como se suele llamar a las plazas principales de cada ciudad del país, se colocó una estatua ecuestre de Simón Bolívar, hecha por el artista chino Yuang Xikung.
El pabellón culminó sus presentaciones en octubre de 2010, habiendo registrado aproximadamente dos millones y medio de visitantes.

## Controversia
El 23 de julio de 2010, la periodista Patricia Poleo denunció en su columna habitual en el diario El Nuevo País un presunto caso de pérdida o desaparición de recursos económicos destinados para financiar la presentación del Sistema Nacional de Orquestas y Coros Juveniles e Infantiles de Venezuela con ocasión del Día de la Independencia, concierto que fue finalmente suspendido. Poleo señalaba que la embajadora de Venezuela ante China, Rocío Maneiro, y el Comisionado General del Pabellón, Temir Porras, eran los encargados de administrar los recursos cuyo monto se elevaba hasta los 40 millones de euros, pero habrían faltado al momento de pago. Maneiro respondió negando las acusaciones y señalando la desorganización y falta de planificación de los eventos a realizarse en el pabellón por parte de Porras, además de solicitar una investigación exhaustiva a la Contraloría General de la República. Añadido a esto, el arquitecto Facundo Baudoin habría denunciado que Porras había eliminado su nombre como autor de la construcción, y que en su lugar había puesto el de su esposa, Andrea Jaurena. Las informaciones fueron replicadas y detalladas por Nelson Bocaranda.
En una entrada en su blog el 10 de octubre siguiente, Porras denunció las acusaciones como una campaña orquestada en su contra por parte de Poleo y Bocaranda, al tiempo que consideró la reacción de la embajadora como «incomprensible».